# Schizocarpum dieterleae
Schizocarpum dieterleae är en gurkväxtart som beskrevs av Kearns. Schizocarpum dieterleae ingår i släktet Schizocarpum och familjen gurkväxter. Inga underarter finns listade i Catalogue of Life.